# Circonscription électorale d'Ehime
La circonscription électorale d'Ehime (愛媛県選挙区, Ehime-ken senkyo-ku) est une subdivision électorale de la Chambre des conseillers du Japon, représentant la préfecture d'Ehime. Deux conseillers y sont élus au scrutin uninominal majoritaire à un tour.

## Conseillers
| Série 1 (1947 : 1er, mandat de 6 ans) | Série 1 (1947 : 1er, mandat de 6 ans) | Élection                        | Série 2 (1947 : 2e, mandat de 3 ans) | Série 2 (1947 : 2e, mandat de 3 ans) |
| ------------------------------------- | ------------------------------------- | ------------------------------- | ------------------------------------ | ------------------------------------ |
|                                       | Sadatake Hisamatsu (ja) (Ind.)        | 1947                            |                                      | Tsunetarō Nakahira (ja) (PSJ)        |
| 1950                                  | Sadatake Hisamatsu (ja) (Ind.)        | Hachijirō Mitsuhashi (ja) (PSJ) |                                      |                                      |
|                                       | Minoru Tamayanagi (ja) (Ind.)         | Hachijirō Mitsuhashi (ja) (PSJ) | 1951,                                |                                      |
|                                       | Isamu Yuyama (ja) (Ind.)              | Hachijirō Mitsuhashi (ja) (PSJ) | 1953                                 |                                      |
| 1956                                  | Isamu Yuyama (ja) (Ind.)              |                                 | Senjitsu Horimoto (ja) (PLD)         |                                      |
|                                       | Keikichi Masuhara (ja) (PLD)          | 1959                            | Senjitsu Horimoto (ja) (PLD)         |                                      |
| 1962                                  | Keikichi Masuhara (ja) (PLD)          |                                 | Senjitsu Horimoto (ja) (PLD)         |                                      |
| 1965                                  | Keikichi Masuhara (ja) (PLD)          |                                 | Senjitsu Horimoto (ja) (PLD)         |                                      |
| 1968                                  | Keikichi Masuhara (ja) (PLD)          |                                 | Senjitsu Horimoto (ja) (PLD)         |                                      |
| 1971                                  | Keikichi Masuhara (ja) (PLD)          |                                 | Senjitsu Horimoto (ja) (PLD)         |                                      |
| 1974                                  | Keikichi Masuhara (ja) (PLD)          | Masami Aoi (ja) (PLD)           |                                      |                                      |
| Tokutarō Higaki (ja) (PLD)            | 1977                                  | Masami Aoi (ja) (PLD)           |                                      |                                      |
| Tokutarō Higaki (ja) (PLD)            | 1980                                  | Yukio Nakagawa (ja) (PLD)       |                                      |                                      |
| Tokutarō Higaki (ja) (PLD)            | 1983                                  | Yukio Nakagawa (ja) (PLD)       |                                      |                                      |
| Tokutarō Higaki (ja) (PLD)            | 1986                                  | Yukio Nakagawa (ja) (PLD)       |                                      |                                      |
|                                       | Osamu Ikeda (ja) (Rengō)              | Yukio Nakagawa (ja) (PLD)       | 1989                                 |                                      |
| 1992                                  | Osamu Ikeda (ja) (Rengō)              | Takeshi Noma (PLD)              |                                      |                                      |
|                                       | Yasuhisa Shiozaki (PLD)               | Takeshi Noma (PLD)              | 1995                                 |                                      |
| 1998                                  | Yasuhisa Shiozaki (PLD)               | Takeshi Noma (PLD)              |                                      |                                      |
| Katsutsugu Sekiya (ja) (PLD)          | 2000,                                 | Takeshi Noma (PLD)              |                                      |                                      |
| Katsutsugu Sekiya (ja) (PLD)          | 2001                                  | Takeshi Noma (PLD)              |                                      |                                      |
| Katsutsugu Sekiya (ja) (PLD)          | 2004                                  | Junzō Yamamoto (ja) (PLD)       |                                      |                                      |
|                                       | Toshirō Tomochika (ja) (Ind.)         | Junzō Yamamoto (ja) (PLD)       | 2007                                 |                                      |
| 2010                                  | Toshirō Tomochika (ja) (Ind.)         | Junzō Yamamoto (ja) (PLD)       |                                      |                                      |
|                                       | Takumi Ihara (ja) (PLD)               | Junzō Yamamoto (ja) (PLD)       | 2013                                 |                                      |
| 2016                                  | Takumi Ihara (ja) (PLD)               | Junzō Yamamoto (ja) (PLD)       |                                      |                                      |
|                                       | Takako Nagae (ja) (Ind.)              | Junzō Yamamoto (ja) (PLD)       | 2019                                 |                                      |
| 2022                                  | Takako Nagae (ja) (Ind.)              | Junzō Yamamoto (ja) (PLD)       |                                      |                                      |
| 2025                                  | Takako Nagae (ja) (Ind.)              | Junzō Yamamoto (ja) (PLD)       |                                      |                                      |